# Ramon Andreu i Bella
Ramon Andreu i Bella (Barberà de la Conca, 16 de maig de 1862 - Tarragona, 5 de desembre de 1927), fou professor d'Esperanto i de Taquigrafia.
Era hereu d'un dels propietaris rurals més importants de la Conca de Barberà. Per desavinences familiars marxà a Madrid a treballar.
Cursà la carrera de Lletres i probablement la d'Enginyer. Instal·lat a Madrid, treballà a l'Ajuntament i a l'Ateneo de Madrid. En aquesta institució, l'any 1899, dirigí el primer curs d'Esperanto i publicà un Diccionario Esperanto-Español. En el curs d'Esperanto va tenir com alumne el militar i sismòleg Vicente Inglada Ors qui més endavant, a Barcelona, fou un dels esperantistes més importants
Publicà l'any 1900, a la "Revista de Estenografia y Fonética" (Madrid), una gramàtica abreujada d'esperanto. Fou també autor d'un Diccionari Esperanto-Español. El mateix any publicà Curso de la lengua internacional Esperanto i una Gramática y vocabulario Esperanto-castellano-catalán.
L'any 1903, a Madrid tretze persones s'inscriviren al “Movimiento Esperantista Internacional”, entre els quals els professors Ramon Andreu i Joaquín de Arce y Bodega.
Paral·lelament al seu interès per l'Esperanto, Ramon Andreu s'especialitzà també en la taquigrafia i el seu millorament. Sobre aquesta matèria inventà i publicà mètodes novedosos i publicà a la “Revista de Estenografía y Fonética” (Madrid).

## Publicacions
- Taquigrafía moderna: nuevo sistema taquigráfico / por Ramón Andreu, profesor del Ateneo de Madrid- Madrid: Imprenta y Tipografía de los Huérfanos, 1895.
- Curso de lengua internacional Esperanto (Kurso de la lingvo internacia Esperanto), Madrid, 1901.
- Gramática y vocabulario Esperanto-castellano-catalán (Gramatiko kaj vortaro Esperanto-kataluna), Madrid, 1901.
- Diccionario taquigráfico: contiene 25000 palabras según el sistema llamado fonoquigrafía, Madrid : Lit. de A. Conejo, 1909.
- ¿Cual es peor sistema de Taquigrafia Española?, Madrid, 1913.
- Taquigrafía catalana: fonokideografía: sistema adaptado a varios idiomas, Madrid: Imprenta Costanilla de los Angeles, 1917.
- Taquigrafía castellana catalana y francesa : fonokideografía : numeración y tipografía taquigráfica, Madrid: Impt. de P. Madueño, 1918.
- Taquigrafía ecléctica rapidísima: según el sistema llamado fonokigrafía, Madrid: Impt. de G. Hernández y Galo Sáez, 1923.